# فن (فیلم ۱۹۸۱)
فن (انگلیسی: The Fan) فیلمی در ژانر ترسناک است که در سال ۱۹۸۱ منتشر شد.

## بازیگران
- لورن باکال
- دانا دلانی
- دوایت شولتز
- گریفین دان
- هکتور الیزوندو
- جیمز گارنر
- مورین استیپلتون
- مایکل بین